# Ibalia jakowlewi
Ibalia jakowlewi är en stekelart som beskrevs av Jacobson 1899. Ibalia jakowlewi ingår i släktet Ibalia och familjen skärknivsteklar. Enligt den finländska rödlistan är arten sårbar i Finland. Artens livsmiljö är moskogar. Inga underarter finns listade i Catalogue of Life.